# او۴ (متروی برلین)
| طول       | ۲٫۸۶ کیلومتر (۱٫۷۸ مایل) |
| ایستگاه‌ها | 5                        |
| بخشی از   | متروی برلین              |
| افتتاح    | ۱ دسامبر ۱۹۱۰            |

|  |

|  |

|  |

|  |

|  |

|  |

|  |

|  |

|  |

|  |

|  |

|  |

|  |

|  |

|  |

|  |

|  |

|  |

او۴ (آلمانی: U4) نام یکی از خطوط متروی برلین در آلمان است که با طول ۲.۸۶ کیلومتر بعد از او۵۵ کوتاه‌ترین خط این مترو محسوب می‌شود و پنج ایستگاه دارد.